# Кукониси
Кукони́си (греч. Κουκονήσι ή Κουκονήσιο) — необитаемый островок у восточного побережья бухты Мудрос, самой большой и безопасной естественной гавани в северо-восточной части Эгейского моря, вблизи одноимённого села на острове Лемнос. Высота острова — 4 метра над уровнем моря. Соединён с Лемносом грунтовой дорогой по дамбе. Относится к сообществу Мудрос в общине Лемнос в периферийной единице Лемнос в периферии Северные Эгейские острова. На острове находились пахотные земли и пастбища. Было обнаружено хорошо сохранившееся доисторическое поселение, современное Трое. Возможно, в древности островок был соединен перешейком с Лемносом, однако из-за поднявшегося уровня моря полуостров превратился в островок.

## Доисторическое поселение

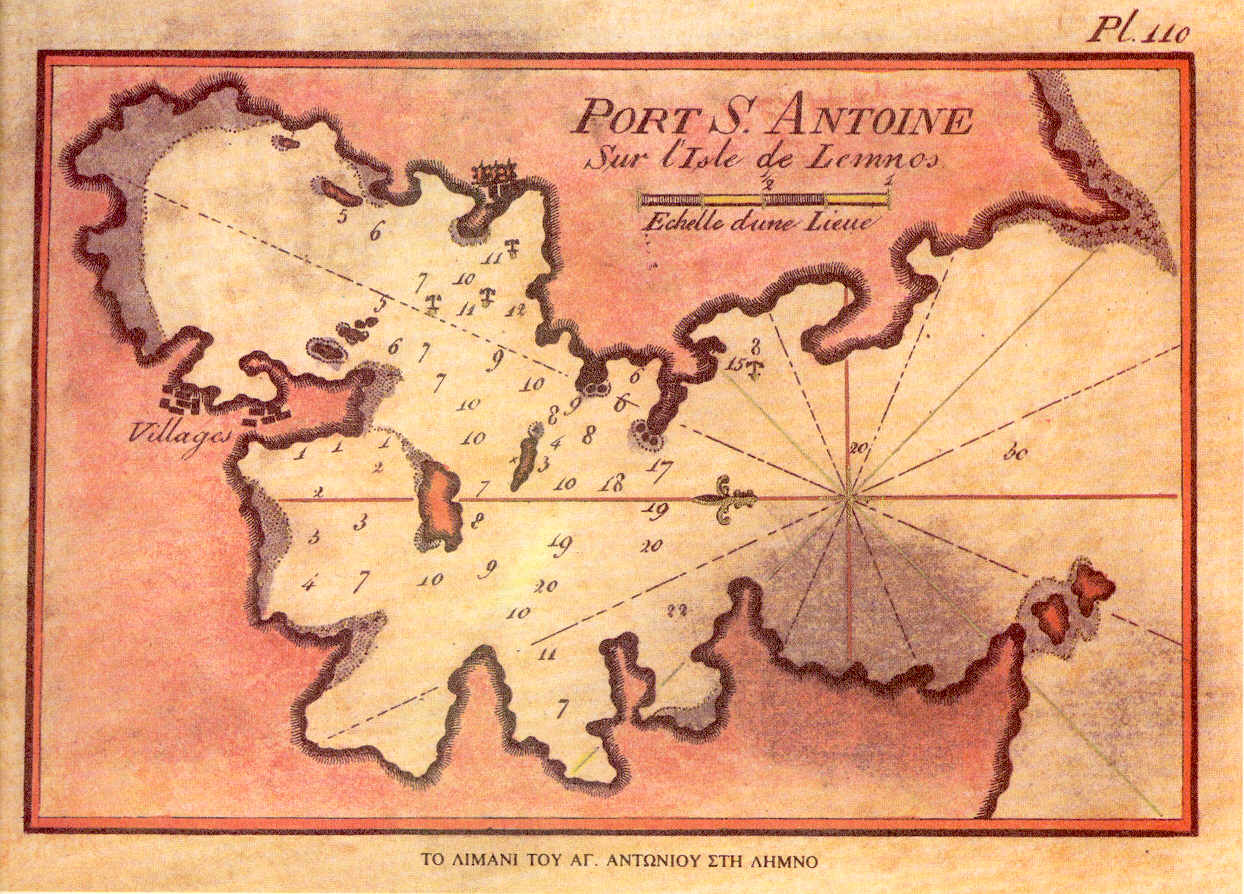
Бухта Мудрос

Раскопки в северо-восточной, высокой части островка, называемой Куконос (Κούκονος), начал проводить археолог, член Афинской академии Христос Булотис в 1992 году и продолжил систематически в 1994—1996, 1999 гг.. Кукониси является третьим из систематически раскопанных доисторических поселений на Лемносе после Полиохни и Мирина. Верхние слои поселения (поздней и средней бронзы) пострадали не только от эрозии, но и от того, что жители Мудроса использовали остатки поселения как строительный материал для своих домов и загонов для скота. Большой загон и колодец в середине восточной части островка построены из камней доисторического поселения. Также поселение пострадало в ходе Первой мировой войны, когда бухта Мудрос служила базой Союзников. От пребывания иностранных солдат остались многочисленные бутылки из-под импортного вина, военные пряжки, постройка из местного кирпича, листовой металл и другие предметы.
Расцвет Кукониси обусловлен выгодным географическим положением, геофизикой и геоморфологией области Мудроса, обширными плодородными равнинами и пастбищами, а также геостратегическим положением Лемноса в северо-восточной части Эгейского моря, недалеко от входа в пролив Дарданеллы, напротив Трои и Афона. Именно в узловых пунктах морских путей и при этом безопасных местах были построены многочисленные поселения ранней бронзы. На роль таких мест подходило побережье, изрезанное заливами, проливами и бухтами, важной из которых является бухта Мудрос, в которой находится Кукониси. Глубокие океанографические исследования показали, что ветровые потоки области Лемноса особенно благоприятны для навигации.
Населенное с начала 3-го тысячелетия до н. э. (3200/3000—1200 до н. э.) поселение Кукониси получило наибольшее развитие в эпоху средней бронзы (2000/1900—1650 до н. э.), когда оно превратилось в крупный городской центр с торговыми связями с Троей и западной Малой Азией. Обнаруженные находки свидетельствуют о торговых связях с островами Эгейского моря и материковой Грецией. Помимо растениеводства и животноводства, жители также занимались обработкой шерсти, ткачеством, резьбой по камню и работой с медью. Рост населения, строительство и экономическое процветание в среднюю бронзу обусловлено главным образом положением Кукониси на морских торговых путях, связывающих Чёрное море и Малую Азию с центральными Эгейскими островами, материковой Грецией и Критом. В позднем бронзовом веке (1600—1200 до н. э.) он был более тесно связан с минойской и микенской цивилизациями, найдена минийская и микенская керамика. Микенская керамика XIII века до н. э., обнаруженная на Кукониси, может свидетельствовать о том, что примерно во времена Троянской войны здесь было постоянное греческое поселение. Спорадические находки керамики относятся к историческому времени: протогеометрическому и архаическому периодам.
Поселение Кукониси было защищено каменной крепостной стеной, основной тип построек представляет собой длинное и узкое прямоугольное здание с небольшой закрытой передней и большой главной комнатой (мегарон). Планировка Кукониси: плотная застройка в жилых кварталах, параллельные главные улицы, которые пересекают поселение с севера на юг и пересекаются вертикально другими меньшими улицами, маленькие общественные площади и колодцы, похожа на Ферми, что подтверждает преемственность архитектуры раннего бронзового века на северных Эгейских островах, которые часто страдают от землетрясений.